# Breitenbach-Haut-Rhin
Breitenbach-Haut-Rhin je občina v departmaju Haut-Rhin francoske regije Alzacija.
Leta 2008 je v občini živelo 864 oseb oz. 92 oseb/km².